# Inselbogen

Schematischer Schnitt durch die Lithosphäre im Bereich einer Subduktionszone. Die Inseln entstehen durch den Subduktionsvulkanismus (hier nicht auf ozeanischer, sondern auf ausgedünnter kontinentaler Kruste).

Ein Inselbogen ist eine geotektonische Struktur der oberen Erdkruste, die geographisch in Form einer bogenförmigen Inselkette zum Ausdruck kommt. Er entsteht infolge der Plattentektonik dort, wo eine ozeanische Platte in einem bestimmten Winkel unter eine andere Lithosphärenplatte abtaucht (Subduktion), und zwar stets auf der nicht-abtauchenden Platte (Oberplatte). Die bogenartige Ausbildung der Struktur ist eine Konsequenz aus der Kugelgestalt der Erde. Inselbögen sind in der Regel Regionen mit hoher seismischer und magmatischer Aktivität.

## Entstehung

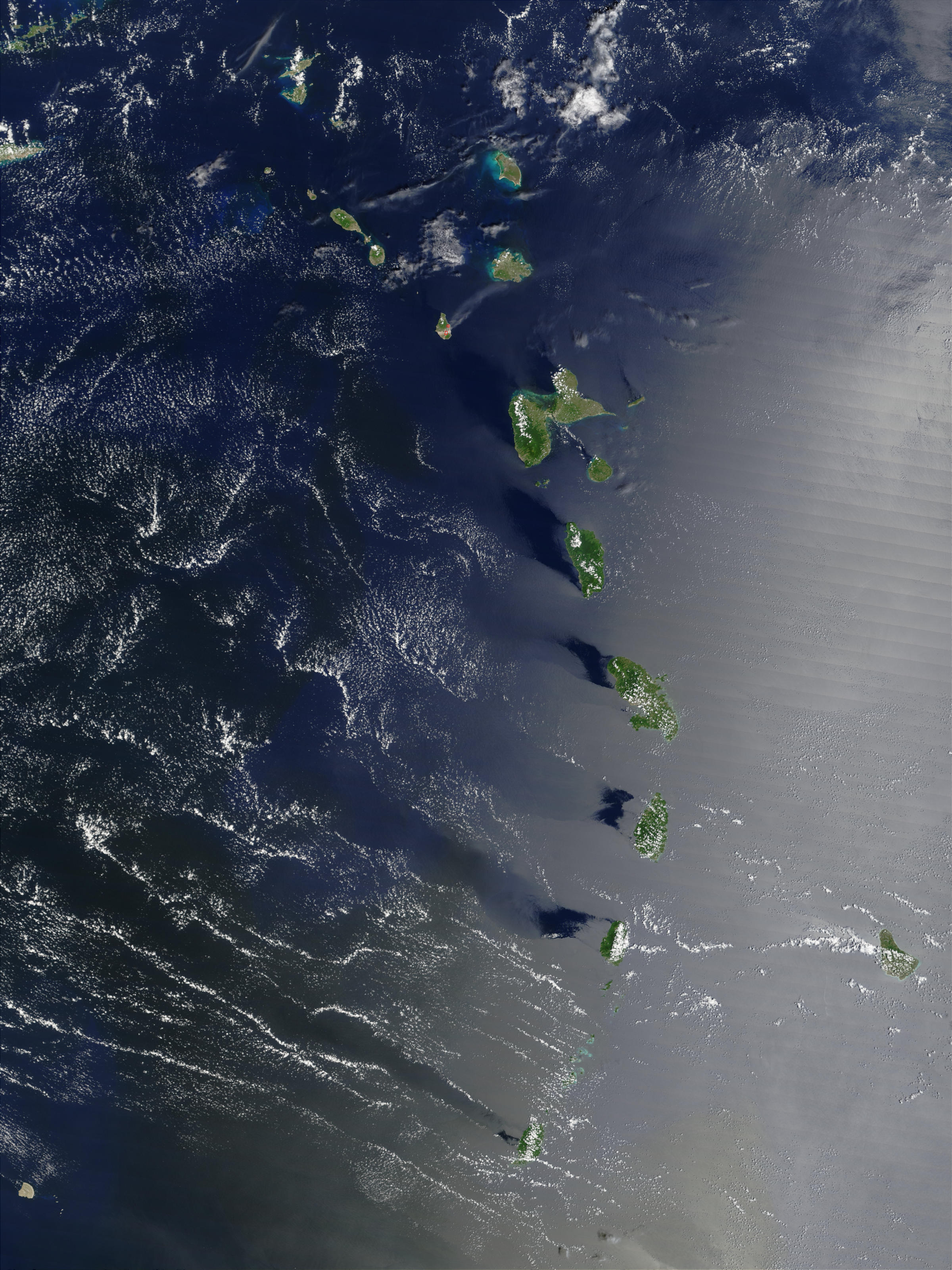
Die bogenförmige Kette der Inseln über dem Winde der Kleinen Antillen (Satellitenaufnahme) ist geographischer Ausdruck der Subduktionszone am Ostrand der Karibischen Platte. Unten ist am rechten Bildrand Barbados als Teil des nicht magmatischen Fore-Arcs, der über die Meeresoberfläche herausragt, zu erkennen.

Die Form der Inselbögen ist in der Geometrie von Sphärenstücken auf einer Kugeloberfläche begründet. Wenn man in einen Tischtennisball einen kleinen Einschnitt macht und das Flächenstück dann eindrückt, entsteht ein gebogener Knick, dessen Wölbung vom Einschnitt wegzeigt. 
Entlang solcher Knickstellen kommt es in der Erdkruste zu Bruchstellen und Spalten. 
Häufig werden von der abtauchenden Platte oberste Sedimentreste abgeschert, die am Plattenrand der aufliegenden Platte angestaut werden (Akkretionskeil).
Die Sedimente auf der Platte und ihre alterierten Gesteine enthalten viel Wasser. Durch die Einwirkung von Hitze und Druck wird es freigesetzt und wandert nach oben. Dort führt es im Mantelmaterial der Oberplatte zu einer Herabsetzung des Schmelzpunktes. Dadurch wird dieses teilweise zu Magma aufgeschmolzen. Da das Magma heiß ist, hat es eine geringere Dichte als das umgebende Gestein. Das ist mit Luft in einem Heißluftballon vergleichbar. Es steigt auf und erreicht schließlich die Oberfläche, wo Vulkane oder Plutone entstehen. Inselbögen sind daher vulkanischen Ursprungs. Typisch für Inselbögen sind neben aktiven Vulkanen ihre grünlich-schwarzen Strände. Sie bestehen aus dem erodierten Basaltmaterial der Vulkankegel.
Auf der ozeanischen Seite des Inselbogens, dort wo die subduzierte Platte unter die aufliegende Platte abtaucht, befindet sich eine Tiefseerinne. Den Teil zwischen der Tiefseerinne und dem Inselbogen bezeichnet man als Fore-Arc, den auf der anderen Seite des Inselbogens gelegenen Teil als Back-Arc.
Die Scherspannung kann auch gleichzeitig eine parallele Seitenverschiebung der Plattenränder bewirken, wodurch eine Dehnung des Inselbogens erfolgt.
Taucht eine ozeanische Platte unter eine Kontinentalplatte, entsteht meist kein Inselbogen, aber ein Vulkangürtel in dem durch die Kollision aufgefalteten Gebirgszug, wie es z. B. bei den Anden der Fall ist (siehe auch aktiver Kontinentalrand).

### Auswahl von Inselbögen
- Alëuten
- Kykladenbogen
- Kurilen
- Japan
- Philippinen
- Marianen
- Südliche Sandwichinseln
- Sundabogen
- Salomonen
- Antillen